# Racket (Herrschaftskritik)
Der Racket-Begriff der Kritischen Theorie wurde in den 1940er Jahren von Max Horkheimer geprägt und bezeichnet die Grundform politischer Herrschaft, die letztlich auf Gewalt beruht. Das Wort Racket stammt aus der US-amerikanischen Umgangssprache und galt ursprünglich Gruppen, die Schutzgeld erpressen, der Racketeer ist der Erpresser, das Racketeering die Erpressung. Horkheimer, Theodor W. Adorno und Otto Kirchheimer entwarfen im amerikanischen Exil ein Racket-Konzept als Erweiterung des marxistischen Klassenbegriffs und stellten es im Institut für Sozialforschung zur Diskussion. Eine Racket-Theorie wurde daraus nicht. Im 21. Jahrhundert gibt es Versuche, eine solche Theorie im Sinne der Frankfurter Schule zu (re)konstruieren.

## Das Racket-Konzept der Kritischen Theorie
Mit der nationalsozialistischen Machtergreifung relativierte sich für Horkheimer und Adorno der Klassenkampfbegriff. Adorno schrieb 1942, der Unterschied von Ausbeutern und Ausgebeuteten führe unter den Ausgebeuteten nicht zur Solidarität: Konformität sei ihnen rationaler. „Die Zugehörigkeit zur gleichen Klasse setzt längst nicht in Gleichheit der Interessen und der Aktionen sich um“. Daher entwarfen Horkheimer und Adorno sowie auch Kirchheimer Ende der 1930er Jahre in mehreren Schriften den Racket-Begriff als „herrschaftstheoretische Konkretisierung und Erweiterung“ des Klassenbegriffs und stellten ihn im exilierten Institut für Sozialforschung zur Diskussion. Nach Horkheimers Intention sollte die Geschichte der Rackets von der Antike bis zum Monopolkapitalismus aufgearbeitet und in einem „großen Abriss, einer Soziologie des Rackets, dargestellt werden“. Zur ausformulierten Theoriebildung kam es, insbesondere wegen des Desinteresses bzw. des Widerstandes von Friedrich Pollock und Franz Neumann nicht. Trotzdem ist in Teilen der einschlägigen Literatur die Rede von der Theorie des Rackets oder der Racket-Theorie. Anders als Adorno und Kirchheimer verstand Horkheimer Racket nicht allein als Element einer soziologischen Zeitdiagnose, sondern generalisierte es als elementares herrschaftssoziologisches Phänomen.
Horkheimer gebrauchte das Wort erstmals 1939/40 im damals unveröffentlichten Text Die Rackets und der Geist. Diesen Text verfasste er, um den Begriff in das geschichtsphilosophische Konzept der Dialektik der Aufklärung zu integrieren. Dort taucht er mehrfach als theoretische Metapher auf und wird zudem synonym mit den Bezeichnungen Clique, Bande, Gruppe oder Gang verwendet.
Die Rackets und der Geist beginnt mit dem Satz: „Die Grundform der Herrschaft ist das Racket.“ Während in der Urhorde diese Grundform der Herrschaft noch ausschließlich auf der „Abstufung der Stärke“ beruhe, sei die Hierarchie der Macht inzwischen von der Position in der „gesellschaftlichen Apparatur“ abhängig. Die Scheidung zwischen oben und unten, Herrschaft und Beherrschten, beruhe auf der Organisation jeder einzelnen Machtgruppe in sich selbst und gegen die, die weiter unten stehen. Im Folgenden gibt Horkheimer einen Hinweis auf die Entstehung des Staates: „Wenn eine Organisation so mächtig ist, daß  sie ihren Willen auf einem geographischen Gebiet als dauernde Regel des Verhaltens für alle Bewohner aufrecht erhalten kann. so nimmt die Herrschaft der Personen die Form des Gesetzes an. Dieses fixiert die relativen Machtverhältnisse.“ Das Racket habe bisher allen gesellschaftlichen Erscheinungen seinen Stempel aufgedrückt, als „Racket des Klerus, des Hofs, der Besitzenden, der Rasse, der Männer, der Erwachsenen, der Familie, der Polizei, des Verbrechens, und innerhalb dieser Medien selbst in Einzelrackets gegen den Rest der Sphäre.“ Der Text endet mit der Aussage, dass in den Massen die Ahnung einer racketfreien Gesellschaft nie ganz erloschen sei.
In Zur Soziologie der Klassenverhältnisse (1943) beschreibt er, dass Gruppen von Menschen, die keinem Racket angehören oder einem Racket, das in der Konkurrenz des Monopolisierungsprozesses nicht erfolgreich ist, aus der Verteilung der „Beute“ ausgeschlossen werden. Er nennt dies „repressive Kollektivierung des Menschen.“ Was ein Mensch erreichen könne, sei einzig durch Nachahmung, als ein Glied von Organisationen möglich, also „durch Mimikry“. Der Mensch, „sofern er keinem Racket angehörte, war draußen in einem radikalen Sinn, der Mensch als solcher war verloren.“
Otto Kirchheimer schreibt dazu: „›Rackets‹ scheinen zu einem Stadium der Gesellschaft zu gehören, wo der Erfolg mehr vom Zugang zu Organisationen und zu technischen Mitteln aller Art abhängt als von besonderen Talenten.“

## Rezeption nach dem Zweiten Weltkrieg
Die Intentionen des in der Dialektik der Aufklärung verwendeten Racket-Begriffs erschlossen sich erst in den 80er und 90er Jahren des 20. Jahrhunderts nach Systematisierung und Herausgabe der vielen nachgelassenen Schriften Max Horkheimers.
Laut Michael Th. Greven interpretierte Horkheimer die politische Wirksamkeit der verschiedensten Gesellschaften in seinen politischen Reflexionen bis zu seinem Lebensende vom Racket-Ansatz her. Hauke Branding vermerkt dazu, dass sich Horkheimer nach seiner Rückkehr nach Deutschland zwar noch auf den Begriff bezog, jedoch nur in wenigen verstreuten Notizen, die zu seinen Lebzeiten nicht veröffentlicht wurden. Adorno habe den Begriff dagegen nicht mehr verwendet.
Für Greven stellt der Racket-Begriff eine Untergliederung des Klassenbegriffs dar, jedenfalls dort, wo es historisch ausgebildete Klassengesellschaften gibt. Die Rackets seien darin jene untereinander in Konkurrenz um die „Beute“ stehenden Klassenfraktionen, Familien, Unternehmen oder Organisationen, „die alleine in ihrem gemeinsamen Klasseninteresse an der Aufrechterhaltung der Herrschaftsstruktur eine allgemeine Basis des Interesses besitzen.“ Ulrich Bröckling erkennt bei Horkheimer dagegen eine Abkehr vom Konzept des Klassenkampfes, die Geschichte aller bisherigen Gesellschaft sei die von Rackets.
Kai Lindemann bezeichnet C. Wright Mills’ elitesoziologisches Werk Die Machtelite von 1956 als „Standardwerk über die etablierten Rackets in den USA“ – auch wenn darin viel häufiger die Bezeichnung Cliquen verwendet würde.
Mit Brothers in Crime. Menschen im Zeitalter ihrer Überflüssigkeit. Über die Herkunft von Gruppen, Cliquen, Banden, Rackets und Gangs legte Wolfgang Pohrt 1997 im Auftrag des Hamburger Instituts für Sozialforschung eine Schrift zum Thema vor, die 2021 auch in der Werkausgabe erschien. Darin nimmt Pohrt, laut Ulrich Bröckling, den polemischen Charakter des horkheim’schen Racket-Ansatzes auf, in dem der notorische Hang des Menschen, sich zu »Gruppen, Cliquen, Banden, Rackets und Gangs« zusammenzurotten und deren Anführern nachzulaufen, aus ihrer Erfahrung der eigenen Überflüssigkeit abgeleitet werde.
Gerhard Scheit kritisierte am Konzept, wenn alles, von der Steinzeitgesellschaft über den feudalen Adel, von der bürgerlichen Klasse oder der faschistischen Partei aber auch die einzelne Familie oder das kapitalistische Monopol gleichermaßen als Racket bezeichnet werde, verkomme der Begriff zum Passepartout. Und Volker Heins rückt Horkheimers Racket-Konzept in die Nähe von Verschwörungstheorien. Horkheimer zeichne ein Bild von Gesellschaft als Gewirr machtgestützter Cliquen, die einander bekämpfen oder ihren Einfluss durch geheime Verabredungen und strategische Kooperationen zu steigern suchten. In dem Ausmaß, in dem Rackets die staatlichen Institutionen unterwanderten und Kontrolle übernähmen, verschwinde das Politische. Auch Jörg Auberg vernimmt beim horkheimerschen Racket-Verständnis das stete Mitschwingen eines verschwörungstheoretischen Untertons.
Ulrich Bröckling bemerkt, Horkheimers Skizze des Racket-Prinzips beschreibe eine, wenn nicht die elementare Dynamik institutionalisierter Machtbeziehungen präziser als viele soziologische Abhandlungen. Sein Anspruch, mit dem Racket-Begriff die Grundform der Herrschaft von Menschen über Menschen ausgemacht zu haben sei jedoch mehr proklamiert als eingelöst.

## Wiederaufnahme des Racket-Konzepts im 21. Jahrhundert
Hauke Branding stellte 2018 fest, dass sich trotz unzähliger (Krisen-)Phänomene, die sich unter dem Gesichtspunkt der „Racketisierung“ beschreiben ließen, kaum noch ein wissenschaftlicher Bezug auf den Begriff finde. Nur in einem Teil der außeruniversitären Linken seien Versuche der Aktualisierung des Racket-Begriffs zu beobachten.
Besonders Thorsten Fuchshuber mit seiner Dissertation und anderen Schriften sowie Kai Lindemann betreiben im 21. Jahrhundert eine Neuverwendung des Racket-Begriffs. Kai Lindemann benennt Grundcharakteristika des Rackets, die in allen neueren Studien und Kommentaren gleich seien: „das Racket ist eine dynamische von äußeren Entwicklungen und inneren Kräfteverhältnissen bestimmte para-staatliche Herrschaftsstruktur, die auf Machterhalt, Profitstreben und »Schutz gegen Gehorsam« ausgerichtet ist.“ In allen Beispielen übe das Racket dieselbe politische Praxis aus: „mit offener Gewalt oder verborgenem Zwang, Schutzversprechen durch Beuteanteil formal oder informell zu institutionalisieren.“
Die globalen Finanzakteure seien, so Lindemann, für die moderne Gestalt des Rackets als Herrschaftsmuster exemplarisch. So habe die neoliberale Globalisierung keinesfalls eine isolierte „transnational capitalist class“ hervorgebracht, sondern vielmehr eine transnationale Vernetzungsdynamik herrschender Klassen, die nationale Legitimationsmuster, kulturelle Einbettungen und Abhängigkeiten sukzessive außer Kraft setze und am ehesten mit dem Racketmuster zu erfassen sei.
Bröckling notiert, dass in manchen Fällen die Verflechtung von Racket und politischer Führung so eng werde, dass die administrative Macht ganz an die Racketeers übergehe. Der Staat werde zur Beute. Die Selbstinszenierungen des Führungspersonals von Putin bis Trump, von Duterte bis Kabila orientierten sich zudem längst an der Ästhetik des Mafia-Films.
Fuchshuber nennt Wladimir Putin einen „Meister der Rackets“, der es verstanden habe, die Konflikte einer in Rackets zerfallenden Gesellschaft zur Festigung seiner innen- wie außenpolitischen Macht zu nutzen. Er hätte die konkurrierenden Rackets in der Russischen Föderation nicht zerschlagen, sondern sich geschickt an ihre Spitze gesetzt.